# 連濁
連濁（れんだく）は日本語における連音現象。二つの語が結びついて一語になる（複合語）際に、後ろの語（後部要素）の語頭の清音が濁音に変化する。
「ときどき」「いけばな」などがその例である。
名詞に起きる他、名詞に由来する助詞にも見られる（「ぐらい」「だけ」「ばかり」）。

## 概要
複合語において、後部要素の語頭子音が カ行、サ行、タ行、ハ行 である場合（訓令式ローマ字だと、k, s, t, h で始まる場合）、それぞれ次のように変化する。
- カ行→ガ行 （/k/ →/g/）: てがみ（手紙）, かわぎし（川岸）, ながぐつ（長靴）, わたげ（綿毛）, なんごく（南国）, たいが（大河）, いんが（因果）, れんが（連歌）, くげ（公家）, さんげ（散華）, いちげんさん（一見さん）, かんがん（宦官）, そうごう（相好）, しょうぎ（将棋, 床几）, じょうぎ（定規）, さんがい（三階, 三界）, おうごん（黄金）, ちょうごんか（長恨歌）, えんぎ（縁起）, へんげ（変化）, ようごう（影向）, せいがいは（青海波）
- サ行→ザ行 （/s/ →/z/,  /ɕ/→/(d)ʑ/）:  ひざし（日差し）, もりじお（盛塩）, まきずし（巻き寿司）, さんぜんえん（三千円）, よぞら（夜空）, こうざん（鉱山）, えんざん（演算）, じょうざん（乗算）, ようじん（用心）, しょうじん（精進）, きょうぞん（共存）, じんじゃ（神社）, なんざん（難産）, そうざい（惣菜）, にはいず（二杯酢）, とうざい（東西）, かんじゃ（患者）, べんじょ（便所）, しんじゅ（真珠）, のじゅく（野宿）, だんじき（断食）, おおぜい（大勢）, おおぜき（大関）, だいじん（大臣）, けんざん（見参）, こんじゃく（今昔）, たんざく（短冊）, まんぞく（満足）, こもんじょ（古文書）, おんじょう（音声）, ほんぞん（本尊）, こんじき（金色）, いんぜん（院宣）, ほうじょう（放生）, みょうじょう（明星）, ゆうずう（融通）, おんじゃく（温石）, おんじゅ（飲酒）, てんじょう（天井）, しゅじゅ（種々）, たんじょう（誕生）, にんずう（人数）
- タ行→ダ行 （/t/ →/d/, /ʨ/→/(d)ʑ/,  /ts/ →/(d)z/）: とだな（戸棚）, はなぢ（鼻血）, みかづき（三日月）, やまでら（山寺）, だいどころ（台所）, ようだい（容態）, かんどう（勘当）, おうだん（黄疸）, がんどう（龕灯）, あんど（安堵）, かんだ（神田）, いど（井戸）
- ハ行→バ行 （/h/, /ç/, /ɸ/ →/b/）: きりばな（切り花）, ひとびと（人々）, しあわせぶとり（幸せ太り）, にんべん（人偏）, はっきんぼん（発禁本）, げんていばん（限定版）, くぼん（九品）, さんぼう（三宝, 三方）, くぼう（公方）, さんばいず（三杯酢）, はいぼく（敗北）, さいばん（裁判）, たんば（丹波）, しんぼう（辛抱）, ちょうぶく（調伏）, せいばい（成敗）, まなつび（真夏日）, まえば（前歯）, こんぶ（昆布）, とばく（賭博）, さんびき（三匹）, さんべん（三遍）, さんぼん（三本）

このうちカ行・サ行・タ行は単純な有声化だが、ハ行は日本語の歴史において /p/→ /ɸ/ → /h/ の変化（唇音退化）が起きたため変則的になっている。
次に示すように、連濁は、無声子音が母音（有声音）に挟まれた時に、隣りの音の特徴に影響される同化現象であると理解されている。
toki ＋ toki → tokidoki
加えて、元来日本語では閉鎖音や摩擦音では無声子音が無標であり、語頭に濁音は立たなかったことから、濁音によって語が結合していることを示す役割をもつものと考えられている。
また、/g/は東日本の広い地域で鼻濁音となり、東北方言では/d/の前などにも鼻音を伴うことがある。『日本大文典』などの資料によれば、前鼻音を伴う発音が古くはより広範に行われていたことが分かる。このことから、連濁を語の境界に置かれていた「の」の名残であるとする考え方、鼻音が挿入されたとする（子音挿入）考え方や、フィリピンなどのオーストロネシア語族の言語において単語間に鼻音を置いて結合を示す繋辞と関連させる説もあるが、確かなことは分かっていない。

## 連濁を阻止する条件
連濁はどの複合語にも必ず起きるわけではなく、さまざまな条件によって阻止される。しかし、どの条件にも例外があり、また条件を満たしていても連濁の起きていない語も多い。そのため、少なくとも現代語では、連濁が起こるかどうかは完全に予測できるものではない。以下に主な条件を挙げる。

### 語種による制約
連濁を起こすのは原則として和語であり、漢語では稀、外来語では極めて稀である。すでに和語の例は示してあるので、ここでは漢語と外来語の例を示す。
漢語では、一般化・日常化した一部の語は連濁を起こす。
- かぶしき + かいしゃ → かぶしきがいしゃ（株式会社）
- ふうふ + けんか → ふうふげんか（夫婦喧嘩）
- の + きく → のぎく（野菊）
- こし + きんちゃく → こしぎんちゃく（腰巾着）
- わさび + しょうゆ → わさびじょうゆ（山葵醬油）
- ゆき + かっせん → ゆきがっせん（雪合戦）
- ひっこみ + しあん → ひっこみじあん（引っ込み思案）

外来語はほとんど連濁を起こさないが、比較的早い時期にポルトガル語などから入ってきた、外来語と意識されにくい語では連濁が起こることがある。
- あま + かっぱ（葡: capa） → あまがっぱ
- いろは + かるた（葡: carta） → いろはがるた

### ライマンの法則 (Lyman's Law)
複合語の後部要素にもとから濁音が含まれている場合、連濁は起こらない。
- はる + かぜ → はるかぜ　*はるがぜ
- おお + とかげ → おおとかげ　*おおどかげ

ただし、まれな例外として「なわばしご」などがある。
なお、この法則はB. S. ライマンが1894年に独自に見つけたものとして、この名で知られているが、実際には再発見である。すでに18世紀に、賀茂真淵と本居宣長がそれぞれ独自にこの法則を発見している。
また逆に、前部要素に濁音がある場合に、後部要素の連濁が起こりにくくなる傾向がある。
- しばた（柴田） ⇔ しまだ（島田）
- ながしま（長島） ⇔ なかじま（中島）
- ながた（永田） ⇔ なかだ（中田）

大和言葉には基本的に濁音を二つ含む語幹は存在しない。

### 枝分かれ制約
3つ以上の語が複合した語において、右分かれ構造の構成素の中で左側（最初）の要素においては連濁は起こらない。
- 「おじろわし」（尾白鷲）: [[お + しろ] + わし] （尾が白い、鷲）なので濁る
- 「もんしろちょう」（紋白蝶）: [もん + [しろ + ちょう]] （紋のある、白い蝶）なので濁らない

### 意味による制約
前部要素が後部要素を修飾しているのではなく、両者が意味的に並列である場合 (dvandva compound) には、連濁は起こらない。
- くわずぎらい ⇔ すききらい
- やまがわ（山に流れる川）⇔ やまかわ（山と川）

## その他
名字では、連濁する場合としない場合の両方があるものがある。東日本で連濁することが多いと言われている（東日本では「やまざき」、西日本では「やまさき」）。
連濁を起こす語は、そうでない語に比べアクセントが平板になる傾向が強い。

### サ変動詞の"連濁"
漢語などに由来するサ行変格活用の動詞でも、連濁と同じように「ずる」となるものがある。これは「感ずる」「演ずる」「講ずる」「報ずる」のように、ンまたはウで終わる漢字1字からなるものが多い。
これらの元来の発音はnまたはm（ン）、ŋ（ウ）という鼻音であり、これに引かれて次のスが濁ったのである。
これらは現代ではサ変活用の意識がなくなってしまい、「感じる」のように上一段活用にするのが普通になっている。
なお和語でも「疎んずる」などの例がある。これは「疎みする」が撥音便で「疎ん-」になり、これによりスが濁ったものである。

## 韓国語・朝鮮語における類似現象
韓国語・朝鮮語では、平音（ㄱ/ㄷ/ㅈ/ㅂ）が、語頭では清音・半濁音（無声音）で発音され（k/t/c/p）、語中では濁音（有声音）的に発音される（g/d/j/b）という、連濁に類似した現象が存在している。日本語の場合、有声音と無声音は異なる音素であるが、朝鮮語の場合は異音である。